# Zénith An II
Zénith An II is een livealbum van de Franse muziekgroep Ange. Het betreft de registratie van een soort reünieconcert op 13 oktober 2002 in de zaal Zénith in Parijs. De toevoeging An II heeft te maken met het feit dat er een eerder album uitgegeven werd onder de titel Zénith 1985. Ange neemt op dit muziekalbum haar eigen geschiedenis door, daarbij bijgestaan door ex-leden en vrienden van de band. Grote afwezige is de broer van Christian Décamps, Francis Décamps.

## Musici
- Christian Décamps – zang, akoestische gitaar, toetsinstrumenten
- Tristan Décamps – toetsinstrumenten, zang
- Hassan Hajdi – gitaar
- Thierry Sidhoum - basgitaar
- Hervé Rouyer - slagwerk
- Caroline Crozat – zang

Aangevuld met:
- Gilles Pequignot- viool op Adrénaline, dwarsfluit op On Sexe
- Daniel Haas- basgitaar Ode à Emile, Sur la trace de fées en Au-delà du delire
- Guémolé Biger – slagwerk op Ode à Emile, Sur la trace des fées en Au-delà du delire
- Francis Lalanne – zang op Shéherazade
- Juan Ramirez – schilder
- Jean-Marc Miro – zang en akoestische gitaar op Si j’étais le Messie
- Jean-Pascal Boffo – gitaar op Autour d’un cadavre exquis
- Serge Cuenot – gitaar op Vu d’un chien en Autour d’un cadavre exquis
- Norbert Krief – gitaar op Autour d’un cadavre exquis.

## Muziek
| Nr. | Titel                                | Duur  |
| --- | ------------------------------------ | ----- |
| 1.  | Nonne assistante a personne à Tanger | 10:12 |
| 2.  | Ethnies                              | 3:53  |
| 3.  | Le ballon de Billy                   | 7:42  |
| 4.  | Adrenaline                           | 7:06  |
| 5.  | Jusqu'où iront-ils?                  | 8:49  |
| 6.  | Culinaire lingus                     | 5:38  |
| 7.  | Virgule                              | 3:04  |
| 8.  | Ode à Émile                          | 3:30  |
| 9.  | Sur la trace des fées                | 5:08  |
| 10. | Au-delà du délire                    | 8:59  |
| 11. | Le bal des laze                      | 7:11  |

| Nr. | Titel                      | Duur  |
| --- | -------------------------- | ----- |
| 1.  | Lola Bomembre (sketch)     | 2:32  |
| 2.  | On sexe                    | 8:32  |
| 3.  | Shéhérazade                | 4:32  |
| 4.  | Si j'étais le Messie       | 5:54  |
| 5.  | Prélude - Crever d'amour   | 3:12  |
| 6.  | Cadavre exquis             | 12:18 |
| 7.  | Présentation               | 3:53  |
| 8.  | Docteur Man                | 4:00) |
| 9.  | Vu d'un chien              | 8:14  |
| 10. | Ces gens-là                | 6:35  |
| 11. | Autour d'un cadavre exquis | 11:19 |